# Gare de Cognin
La gare de Cognin est une ancienne gare ferroviaire française de la ligne de Saint-André-le-Gaz à Chambéry, située sur le territoire de la commune française de Cognin, dans le département de la Savoie, en région Auvergne-Rhône-Alpes.
Elle est mise en service en 1951 par la Société nationale des chemins de fer français (SNCF) à la suite de la nationalisation du réseau ferré français
Elle est fermée au trafic voyageurs à la fin du XXe siècle.

## Situation ferroviaire

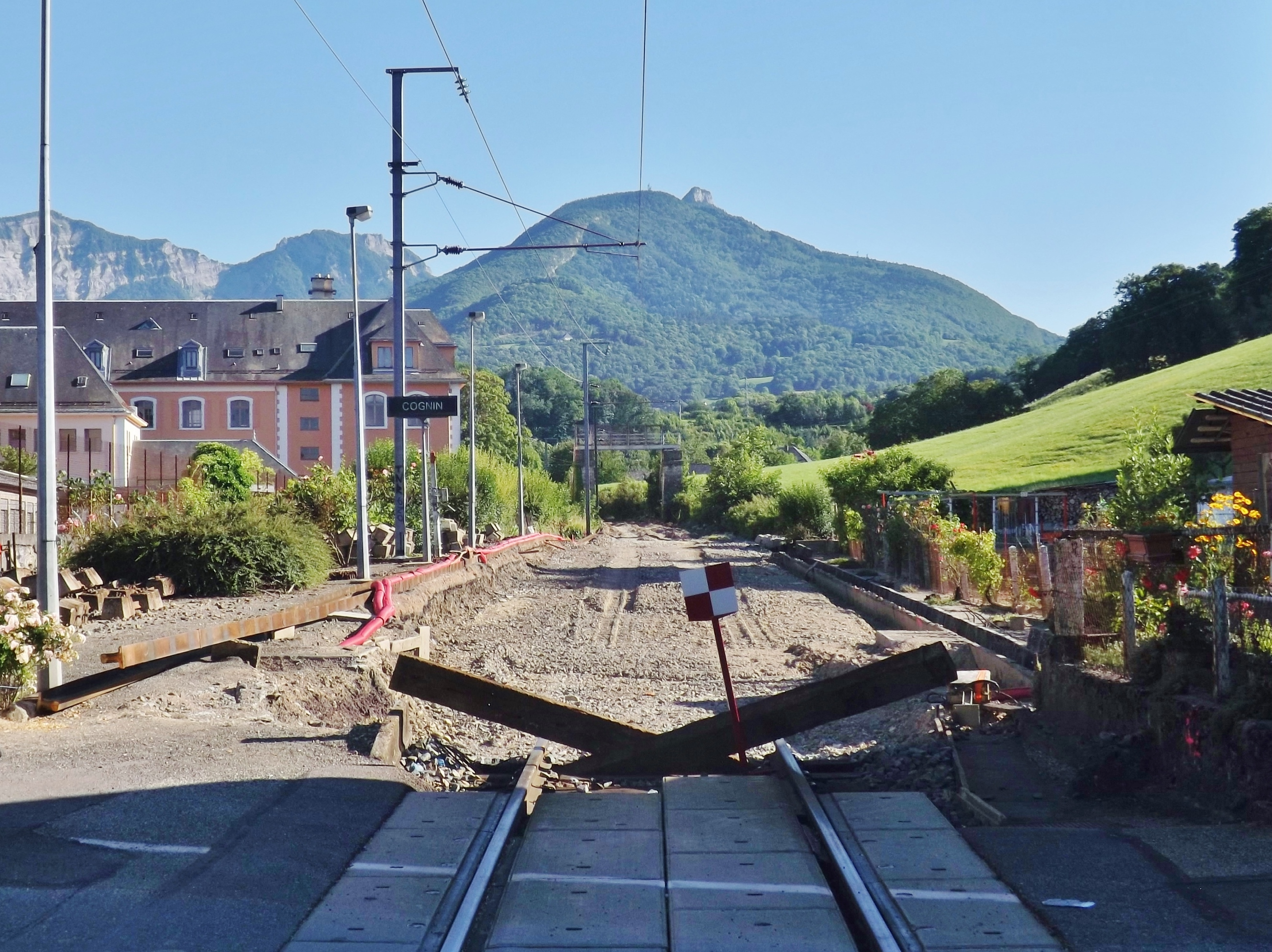
La ligne, ici en direction de Lyon, est rénovée en 2016.

Établie à 297 mètres d'altitude, la halte, fermée, de Cognin est située au point kilométrique (PK) 100,574 de la ligne de Saint-André-le-Gaz à Chambéry, entre la gare fermée de Saint-Cassin-la-Cascade et la gare ouverte de Chambéry - Challes-les-Eaux.
Elle est dotée d’une voie unique, électrifiée depuis le 18 février 1985 en 25 000 V.
À l’été 2016, la fermeture de la ligne en raison de travaux de réfection du pont Saint-Charles, situé après la gare en direction de Saint-André-le-Gaz, permet la rénovation de 700 mètres de voies. Les restants du quai sont alors remblayés.

## Histoire
Le 24 et 27 septembre 1884, la ligne de Saint-André-le-Gaz à Chambéry est inaugurée. Elle traverse alors le territoire cogneraud, où sa construction a nécessité l’expropriation d’une partie du terrain de l’Institution des Sourds-Muets. Cette dernière est dédommagée à hauteur de 83 000 francs.
En 1907, la municipalité envoie une demande au ministère des travaux publics afin d’être équipée d’une gare, destinée à faciliter l’activité industrielle de la commune où transitent chaque année près de 20 000 tonnes de marchandises. Resté sans suite pendant de nombreuses années, le projet d’une halte ferroviaire aboutit en 1951, lorsque la commune vote une subvention de 180 000 francs pour son aménagement afin de répondre au trafic voyageurs engendré, entre autres, par l’Institution des Jeunes Sourds-Muets (INJS) installée à proximité.
Elle est fermée dans les années 1980/1990, lorsque le développement de la voiture et la mise en place d’un réseau de bus, le Stac (renommé Synchro Bus en avril 2019), reliant la commune à la gare de Chambéry la rend inutile. En 2008, une étude, menée conjointement par Réseau ferré de France et Systra, est effectuée afin de voir s'il serait possible d’ouvrir une halte TER dans l’ancienne gare, qui ferait alors l’objet de travaux de réhabilitation et de mise en conformité. Toutefois, l’impact sur les temps de parcours et l’absence d’une seconde voie entraîne l’abandon du projet.
Néanmoins, les plans d'urbanisme ultérieurs de l'agglomération mentionnent toujours la possibilité de réouverture de cette halte. Des plans diffusés à l'occasion de l'inauguration du quartier Villeneuve évoquent la possibilité d'une future gare au niveau du giratoire entre la RD 47 et la RD 1006, entre les quartiers Soierie-Champenois et Maupas, nouvellement urbanisés.
Lors de la campagne des élections régionales et départementales de 2021, le programmes de Franck Morat, maire de Cognin, ainsi que Laurent Wauquiez, président de la région Auvergne-Rhône-Alpes mentionnent la possibilité de la réimplantation d'une gare à Cognin.

## Service des voyageurs
Trois lignes de bus du réseau urbain de Chambéry, Synchro Bus, disposent d’un arrêt à proximité : l’arrêt Église Cognin pour la ligne D, qui circule entre Saint-Alban-Leysse et le quartier de Chamoux (à Chambéry), et l’arrêt Collège Henry Bordeaux pour les lignes 17 et 18, qui relient respectivement Vimines et Saint-Sulpice à Cognin.